# Baldassare Reina
Baldassarre Reina (San Giovanni Gemini, 26 de novembro de 1970) é um cardeal italiano da Igreja Católica, atual vigário-geral da Diocese de Roma.

## Biografia

### Formação sacerdotal e ministério
Em 1981 entrou no seminário menor de Agrigento. Em seguida, estudou filosofia e teologia católica na Pontifícia Universidade Gregoriana, obtendo o diploma de bacharel em teologia sagrada em 1995.
Em 8 de setembro de 1995 foi ordenado sacerdote pela diocese de Agrigento por Dom Carmelo Ferraro.
Após estudos adicionais, obteve uma licença em teologia bíblica pela Pontifícia Universidade Gregoriana em 1998.
De 1998 a 2001 foi assistente diocesano da Ação Católica e vice-reitor do seminário arquiepiscopal de Agrigento. De 2001 a 2003 foi pároco da Bem-Aventurada Virgem Maria de Itria em Favara. De 2003 a 2009 foi prefeito de estudos do estudo teológico San Gregorio Agrigentino e de 2009 a 2013 pároco de San Leone em Agrigento. De 2013 a 2022 foi reitor do Seminário Maior de Agrigento.
Além disso, foi professor de escrita sagrada no Instituto Superior de Ciências Religiosas, professor permanente do Estudo Teológico San Gregorio Agrigentino, diretor do Departamento de Cultura, cônego do capítulo da catedral e membro do conselho presbiteral e do colégio de consultores da arquidiocese de Agrigento.
A partir de 2022 e até à sua nomeação episcopal serviu no Dicastério para o Clero.

### Ministério episcopal
Em 27 de maio de 2022, o Papa Francisco nomeou-o bispo titular de Acque di Mauritânia e bispo auxiliar de Roma. No dia 29 de junho seguinte recebeu a ordenação episcopal, na Arquibasílica de São João de Latrão, do cardeal vigário para a diocese de Roma Angelo De Donatis, co-consagrando os cardeais Francesco Montenegro, arcebispo emérito de Agrigento, e Augusto Paolo Lojudice, arcebispo metropolitano de Siena-Colle di Val d'Elsa-Montalcino.
No mesmo dia assumiu a pastoral do setor ocidental, sucedendo a Paolo Selvadagi, que se aposentou após atingir o limite de idade.
Em 6 de janeiro de 2023, o Papa Francisco também o nomeou vice-regente da diocese de Roma, conferindo-lhe a dignidade de arcebispo; ele sucedeu Gianpiero Palmieri, anteriormente nomeado arcebispo-bispo de Ascoli Piceno.
No Vicariato de Roma preside a administração de bens, a área jurídica, o serviço de secretaria geral e o serviço de proteção de menores e pessoas vulneráveis.
No dia 6 de abril de 2024, desde a vacância do cargo de vigário geral da diocese de Roma, assumiu provisoriamente todos os seus poderes, de acordo com o artigo 14 §3 da constituição apostólica In ecclesiarum communione. A partir do mesmo dia é também administrador apostólico de Ostia
Durante o Angelus de 6 de outubro de 2024, Papa Francisco anunciou que o nomeava vigário-geral para a Diocese de Roma e o criaria cardeal no Consistório de 7 de dezembro de 2024. Nessa posição, também se tornou o grão-chanceler da Pontifícia Universidade Lateranense.
Em 25 de outubro de 2024, o Papa Francisco nomeou-o Arcipreste da Arquibasílica de São João de Latrão, com o título pessoal de arcebispo.
Durante o Consistório Ordinário Público de 2024, recebeu o barrete vermelho, o anel cardinalício e o título de cardeal-presbítero de Santa Maria da Assunção e São José em Primavalle.
Em 19 de maio de 2025, o Papa Leão XIV nomeou o Cardeal Reina como grão-chanceler do Pontifício Instituto Teológico João Paulo II para as Ciências do Matrimônio e da Família, substituindo dom Vincenzo Paglia.

## Heráldica

Brasão como Vigário Geral da Diocese de Roma

Brasão como Vice Gerente da Diocese de Roma

Brasão como bispo auxiliar de Roma.

### Brasão
Brasão do Arcebispo Vigário Geral da Diocese de Roma
Azul claro, com cruz latina clara nas extremidades, separadas na cabeça à direita por uma estrela de 8 raios, e na ponta à esquerda por três espigas de trigo dispostas em leque e folheadas em dois pedaços, todas em ouro.
Brasão do vice-gerente e vigário geral da diocese de Roma
Desfiado: no 1º de cor vermelha, com letras gregas maiúsculas Alfa e Ômega, acompanhadas na ponta por três espigas de trigo dispostas em leque e folheadas em dois pedaços, todas em ouro; no 2º de azul, com a letra latina M maiúscula de prata, superando o mar ondulado do último e do campo.
Brasão do bispo auxiliar de Roma
De prata, tampa arredondada, de azul: na 1ª à cruz grega, diminuta, natural, de cuja ponta surgem duas orelhas, uma na faixa e outra na barra, de ouro, e carregadas no coração por uma anfitrião ao natural com os caracteres latinos, letras maiúsculas IHS, na cor preta; na 2ª ao livro aberto, prata; na 3ª maiúscula, letra latina, M, acompanhada na ponta por três faixas onduladas, todas da primeira.

### Lema
Sob o escudo episcopal, em um pergaminho branco, aparece o lema latino de Monsenhor Reina, que é "Caritas patiens est", que significa "A caridade é paciente".
Estas palavras são extraídas do capítulo décimo terceiro da primeira carta do Apóstolo São Paulo aos Coríntios, onde está escrito:
Citação: (LÁ) «Caritas patiens est, benigna est caritas, non aemulatur, non agit superbe, non inflatur, non est ambiosa, non quaerit, quae sua sunt, non irritatur, non cogitat malum, non gaudet super iniquitatem, congaudet autem veritati.»
Citação: (PT)«A caridade é paciente, é benigna; a caridade não inveja; A caridade não se vangloria, não se ensoberbece, não se comporta de maneira inadequada, não busca os seus próprios interesses, não se amarga, não suspeita do mal, não gosta da injustiça, mas alegra-se com a verdade.